# PLC

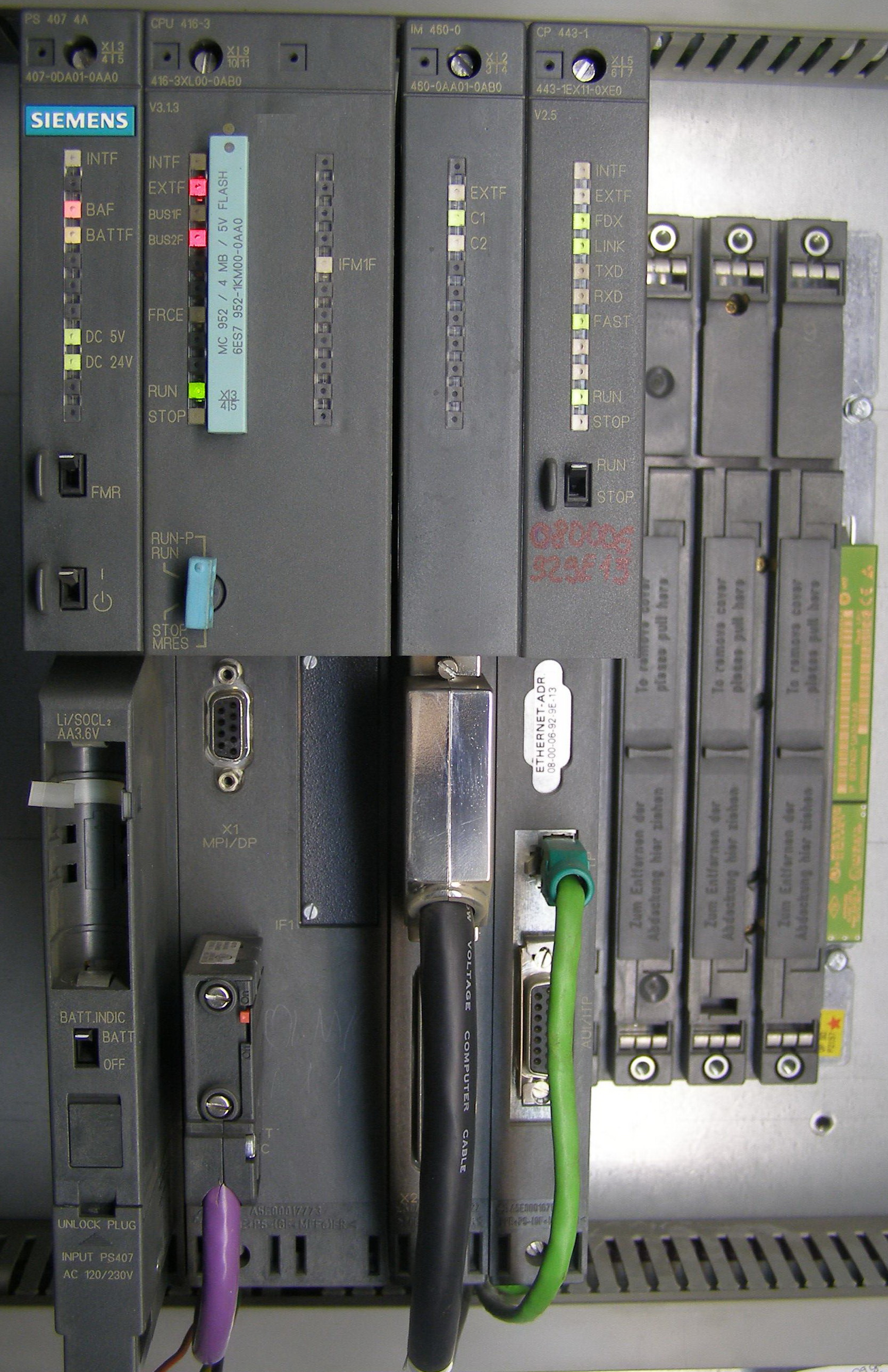
Siemens Simatic S7-400 sistem de suport, de la stânga la dreapta: unitate de alimentare PS 407 4A, CPU 416-3, modul de interfață IM 460-0 și procesor de comunicare CP 443-1.

Controlerele logice programabile sunt automate de comandă și reglare programabile care se utilizează pentru mașini și procese industriale. Programarea lor se face folosind tehnica digitală.
Un automat programabil PLC (Programmable Logic Controller) este un dispozitiv electronic folosit pentru a automatiza procese industriale și de control. PLC-urile sunt proiectate pentru a monitoriza și controla echipamentele și procesele dintr-o varietate de industrii, cum ar fi producția, transportul, energia și multe altele. Acestea sunt preferate datorită fiabilității, flexibilității și capacității de a funcționa în medii dure, cum ar fi temperaturi extreme, vibrații sau umiditate.
Ingineria controlată a evoluat de-a lungul timpului. Cândva, în trecut, oamenii erau principala metodă pentru a controla un sistem. Acum, în vremurile noastre, electricitatea este folosită pentru control, iar acest control este bazat pe relee electrice. Aceste relee permit întreruperea sau furnizarea energiei fără a folosi întrerupătoare mecanice. În mod obișnuit se folosesc aceste relee pentru a realiza decizii simple logice. Dezvoltarea tehnologiei și implicit a calculatoarelor, ce au cost scăzut, a dus la revoluționara apariție a PLC-urilor (automate de comandă programabile).
Progresele tehnologiei la scară foarte largă au dus la posibilitatea simulării în timp real a multor aplicații din domeniul industrial. Simulările în timp real sunt foarte utile atunci când are loc programarea unui proces tehnologic, acestea prevenind sau îndepărtând eventualele defecțiuni și/sau blocaje ale sistemului ce pot distruge sau afecta temporar componentele acestuia. Tocmai din acest motiv are loc reducerea costurilor cu implementarea oricărui proces tehnologic automatizat, fie el simplu sau complex, deoarece verificarea prin simulare nu implică un consum masiv de materiale pentru diversele testări inițiale.
Este evident faptul că se vor obține costuri mult mai mici atunci când se folosesc simulări în timp real a schemelor electrice, drept pentru care în prezentarea de față se accentuează foarte bine cum are loc simularea programului folosit pentru monitorizarea bazinului de apă.
Automatizările ocupă un cadru foarte larg în industrie și nu numai. PLC-urile au apărut la sfârșitul anilor `60 în industria de automobile și astfel s-a ajuns la performanța schimbării schemelor de comandă de la aproape 1 lună la câteva zile. Apariția microprocesoarelor și utilizarea acestora în construcția PLC-urilor a dus la dezvoltarea funcționalității acestora odată cu reducerea prețului de cost, îmbunătățindu-se cu această ocazie și gabaritul și consumul de energie necesar.
In anul 1990 existau mai mult de o mie de producători de PLC-uri, fiecare dintre ei având implementat limbajul Ladder Diagram și nu numai.
Cele mai cunoscute firme producătoare de automate programabile sunt Mitsubishi Electric, Siemens, Moeller, Schneider, Telemecanique, Omron, General Electric.

## Limbaje de programare PLC
Limbajele de programare din standardul IEC 61131-3 descrie.
Limbaje bazate pe text:
- Structured Text (ST)
- Instruction List (IL)

Limbaje grafice:
- Ladder Diagram (LD)
- Function Block Diagram (FBD)
- Sequential Function Chart (SFC)
- Continuous Function Chart (CFC)

BACnet sau DF1 este de obicei inclus ca unul dintre protocoalele de comunicație. Alte opțiuni includ diferite magistrale de câmp, cum ar fi DeviceNet sau Profibus.
PLC-urile cele mai moderne pot comunica printr-o rețea cu alte sisteme, de exemplu un calculator care rulează un control de supervizare și achiziție de date, sistemul SCADA sau browser-ul web.